# Yelena Khloptseva
Yelena Ivanovna Khloptseva (21 de mayo de 1960 en Minsk, Bielorrusia) es una remera bielorrusa que llegó a ser campeona olímpica en 1980, junto a su compañera Larisa Popova y medalla de bronce en 1992 defendiendo al equipo unificado junto a Antonina Zelikovich, Tetiana Ustiuzhanina y Ekaterina Karsten.

## Biografía
Se convirtió en campeona olímpica en doble scull, junto a Larisa Aleksandrova-Popova, defendiendo a la Unión Soviética en los Juegos Olímpicos de Moscú 1980. En 1978 se había proclamado campeona del mundo júnior en doble scull, y bronce en el cuatro con timonel del Campeonato Mundial de Remo de 1978 junto a Rejet Palm, Elena Vasilchenko, Nadezhda Kotsochkina y Nadezhda Chernisheva (timonel). En 1983 se proclamó campeona del mundo de cuatro con timonel junto a Larisa Popova, Olga Kaspina, Tatiana Bashkatova y Maria Semskova (timonel). También consiguió la medalla de plata en la misma especialidad en la edición de 1985 y de 1991. En 1992 defendió los colores del equipo unificado en los Juegos Olímpicos de Barcelona 1992, ganando la medalla de bronce en el cuatro scull junto a Antonina Zelikovich, Tetiana Ustiuzhanina y Ekaterina Karsten. Desde 1993 compitió bajo la bandera de Bielorrusia.